# کریستوفر پیلار
کریستوفر پیلار (انگلیسی: Christopher Pilar؛ زادهٔ ۲۹ مارس ۱۹۸۵) بازیکن فوتبال اهل فرانسه است.
از باشگاه‌هایی که در آن بازی کرده‌است می‌توان به باشگاه ورزشی ماریتیمو اشاره کرد.